# Förbundet för barnkulturcenter i Finland
Förbundet för barnkulturcenter i Finland främjar verksamhetsförutsättningarna för professionellt drivna barn- och ungdomskulturcenter och arbetar riksomfattande med kompetensutveckling och mer synlighet för barnkultursektorn. Förbundet för barnkulturcenter i Finland grundades i Esbo våren 2015 med fjorton barnkulturcenter från olika delar av landet som konstituerande medlemmar. Förbundet bygger på det nätverkssamarbete som barnkulturcentren inledde år 2003, då undervisnings- och kulturministeriet grundade nätverket Aladdins lampa. Förbundet upprätthåller portalen barnkultur.fi / lastenkulttuuri.fi. Förbundskansliet ligger i Tammerfors.

## Medlemmar 2017
Förbundet för barnkulturcenter i Finland har 27 barnkulturcenter som medlemmar.
- Annegården
- Etelä-Karjalan lastenkulttuurikeskus Metku
- Kemin lastenkulttuurikeskus
- Kulttuurikeskus PiiPoo
- Kulttuurikeskus Uulu
- Kulttuuritalo Lilla Villan
- Kulttuuritalo Valve
- Lapin lastenkulttuuriverkosto
- Lasten ja nuorten kulttuurikeskus ARX
- Lasten ja nuorten kulttuurikeskus Kulttuuriaitta
- Lasten ja nuorten kulttuurikeskus Villa Arttu
- Lastenkulttuurikeskus Efekti
- Lastenkulttuurikeskus Laku
- Lastenkulttuurikeskus Lastu
- Lastenkulttuurikeskus Louhimo
- Lastenkulttuurikeskus Pikku-Aurora
- Lastenkulttuurikeskus Rulla
- Luckorna i Finland
- Barnkulturnätverket i Österbotten BARK
- Porin lastenkulttuurikeskus – Satakunnan lastenkulttuuriverkosto
- Sagalunds museum
- Seikkailupuisto
- Taidetalo Pessi, Vanda
- Taidetalo Toteemi, Vanda
- Tanssiteatteri Hurjaruuth, Helsingfors
- Verso-lastenkulttuuriverkosto